# ダライスン・ゴデン・ハーン
ダライスン・ゴデン・ハーン（モンゴル語：Дарайсүн гүдэн хаан、英語：Daraisung Guden Khan、1520年 - 1557年）は、モンゴル帝国の皇帝（ハーン）であり、チャハル・トゥメンの当主である。ボディ・アラク・ハーンの長男。

## 生涯
1520年、ボディ・アラク・ハーンの長男として生まれる。
1547年、ボディ・アラク・ハーンが崩御すると、右翼のトゥメト・トゥメン当主であるアルタン・ハーンは直ちに左翼三トゥメンに攻め込み、ダライスン太子以下を東方に放逐した。ダライスン太子はやむを得ず、チャハル部とハルハ部の一部（五オトク・ハルハ）を率いて大興安嶺山脈の東、遼河の上流域に遊牧地を移した。翌年（1548年）、ダライスンはハーンとなる。
1551年、ダライスン・ハーンはアルタン・ハーンと和睦し、八白室（ナイマン・チャガン・ゲル：チンギス・カン廟）の神前で正式にハーンに即位することができ、ダライスン・ゴデン・ハーンとなった。ダライスン・ゴデン・ハーンはその代償として、元代以来の名誉ある称号「司徒」をアルタンに授け、アルタン・ハーンが「ゲゲン・ハーン」と称することを承認した。
1557年、ダライスン・ゴデン・ハーンは38歳で崩御し、翌年（1558年）長男のトゥメン太子がハーン位を継いだ。

## 子
- トゥメン・ジャサクト・ハーン
- ジョント太子
- ダライ・バガ・ダルハン
- ダイチン太子

## 参考資料
- 吉田順一他『アルタン=ハーン伝訳注』（風間書房、1998年、ISBN 4759910824）
- 宮脇淳子『モンゴルの歴史 遊牧民の誕生からモンゴル国まで』（刀水書房、2002年、ISBN 4887082444）
- 岡田英弘訳注『蒙古源流』（刀水書房、2004年、ISBN 4887082436）